# 必殺!バカリズム地獄
『必殺!バカリズム地獄』（ひっさつバカリズムじごく）は、インターネットテレビ局AbemaTVのAbemaSPECIALチャンネルで2017年4月7日から配信されていたトークバラエティ番組。

## 概要
バカリズムをホストにし、怒り（鬼ギレ）をテーマに送るトークバラエティ番組。前半は街頭インタビューでのムカつきエピソードをもとに、スタジオトークが行われ、後半はゲストのムカつきエピソードを展開するストレス解消系バラエテイ。街頭インタビューされた側は「地獄へ落してください」とバカリズム扮する“ヤンキー鬼”にお願いする。
2017年3月19日に特別番組「必殺!バカリズム地獄」を配信。好評だったためレギュラー化が決定し、4月7日からレギュラー配信を開始。
バカリズム扮する“ヤンキー鬼”は長ラン、ボンタン、真っ赤な鬼の角を装着。女性ゲストは黒地のセーラー服に鬼の角を付け“メス鬼”となるのが恒例だったが、7月配信の第13回よりセットとともにリニューアル。女性ゲストの衣装は自由となり、鬼の角のみの装着となった。
“ヤンキー鬼”は番組最後に、仕返しに地獄に落とす人を街頭インタビューやゲストのトークから決め、地獄行きの方法を表現する「地獄絵」を披露。「地獄絵」は視聴者プレゼントされる。バカリズムが地獄絵を描く間は女性ゲストが、視聴者から募集した鬼ギレエピソードを紹介。
また、番宣CMの歌はミドリカワ書房が担当(2017年10月まで）。

## 逸話
- 2017年7月21日の配信では、バカリズムにとって事務所の後輩となる狩野英孝をゲストに招き、謹慎明けメディア初登場となる配信を行った[3]。
- 2017年10月27日、11月17日配信分では仲違いしていた元アイドリング!!!のメンバーの大川藍と朝日奈央がゲストとして出演した[4]。
- 2018年1月12日配信分では話題を呼んだ上記2つにまつわる2時間特別番組が組まれ、マセキ三銃士（バカリズム、狩野英孝、小宮浩信）、元アイドリング6人（朝日奈央、石田佳蓮、大川藍、河村唯、酒井瞳、森田涼花）がゲスト出演した[5]。
- 最終回は後述のバカリズムオフのスタイルを踏襲し、バカリズム、朝日奈央、大川藍による2日間の台湾旅行企画となった[6]。台北にある地獄を扱った寺、『金剛宮』を訪れ小道具として使用してきた“ツノ”を奉納し、怒りを納めた。

## 出演者

### レギュラー
- バカリズム - ヤンキー鬼

### 主なゲスト
メス鬼、ゲスト鬼として紹介される。以下は複数回出演したゲスト。
- 菊地亜美
- 三上悠亜
- 稲村亜美
- 梅田彩佳
- 手島優
- 大川藍
- 野呂佳代
- 朝日奈央
- 鳥居みゆき
- 根本宗子
- 峰なゆか
- 西脇彩華

ほか

## バカリズム・オフ
- スピンオフ番組。当番組休止中に配信される。締め切りに追われるバカリズムを芸能人らしく遊ばせてあげる番組[7]。

- 第1回…2017年8月25日配信。ゲスト：ハマ・オカモト（OKAMOTO'S）

## スタッフ
- 演出：住田崇
- 構成：安部裕之
- 制作：SWEAT[8][注 1]、AbemaProduction[9]